# きくち正太
きくち 正太（きくち しょうた、1961年1月8日 - ）は、日本の漫画家。秋田県平鹿郡大森町（現・横手市）出身。

## 来歴
大学卒業後から1988年4月に、『獣王バイオ』にて『週刊少年チャンピオン』（秋田書店）よりデビュー。

## 人物
漫画家の中でも非常に珍しいガラスペン愛用者。デフォルメされた特徴的な絵により、色気とギャグ、最近は「和」に対する傾倒と蘊蓄を前面に押し出した作風が特徴（ガラスペンを用いるようになったのはこの作画に適した描線を描くためである）。根底には「義理、人情、努力」などの古よりある価値観の存在が感じられる。釣りに対する思い入れが大きい。
2008年、『おせん』が蒼井優主演により日本テレビ系でテレビドラマ化された。きくちはそのあまりの出来の悪さにショックを受け、一時活動を休止したことを後に語っている（作者にとって作品《ここでは「おせん」》は子供であり、その子供が嫁に行き、幸せになれると思っていたらそれが実は身売りだった、と述べている）。
作者の嗜好のせいか、作品中に眼鏡をかけた大人の女性や少女が登場することが多い。『ブラック・ジャック』のカバー作品では、ヒロインのピノコまで眼鏡をかけている。
ギタリストとしても音楽活動を行なっており、Acoustic Instrumental Trio「あらかぷ」を結成し、東京都内のライブハウスに出演している。
きくちは美味しんぼや、美味しんぼの登場人物、海原雄山のモデルとなった北大路魯山人の影響を受けていて、「おせん」では丸のままではなくパック詰めされた鰹節の削り節を買う人がいるから売っているとおせんに言わせたり、調味料についても食べたい物の選択肢を用意し、ハンバーガーを選択した場合「異常です。」とし調味料はすべて処分した方が舌が正常になり味がわかるようになるとおせんの巻末のおまけページに書いている。
また、実生活では調理家電についてミキサーや電子レンジを処分した事をおまけページで明かしている。

## 作品リスト
- 獣王バイオ（1989年、秋田書店、『週刊少年チャンピオン』、全9巻） - デビュー作。この作品は『北斗の拳』を思わせる世紀末的な伝説世界を描いたもの。
- 三四郎2（さんしろうのじじょう）（1990年、秋田書店、『週刊少年チャンピオン』、全20巻）
- そばっかす!（1994年、秋田書店、『週刊少年チャンピオン』、全11巻） - 高校女子柔道を舞台にしたスポ根マンガ。アニメ化の企画があり絵コンテも描かれていたが、実現しなかった。
- ブル田さん（原作：高橋三千綱、1997年、講談社、『モーニング』、全6巻） - 中断している作品。原作付きで、きくち本人の弁によれば「作画のみに専念した作品」。
- Rioの黒船丸!（2000年、ソニーマガジンズ、バーズコミックス、全1巻） - 導入部だけで未完になった作品。
- 太夫（だ・ゆう）（2000年、少年画報社、ヤングキングコミックス、全6巻） - 15歳の女子高校生にして色街の総元締めが主人公。
- ダキニの九魔（2001年、秋田書店、全2巻） - 足掛け数年に渡り間隔を開けて掲載され、ようやく2巻で完結。きくちの絵の変遷が判る作品。
- おせん（2001年、講談社、『モーニング』、『イブニング』、全16巻）
  - 一升庵大女将渡る世間にもの申す（2006年、講談社、『イブニング』、全2話） - おせんのスピンオフ作品。
- きりきり亭のぶら雲先生（2002年、幻冬舎、バーズコミックス、全9巻）
  - 壺中堂二代目主人物語 天上の眼（2005年、幻冬舎、バーズコミックス、全1巻） - 『ぶら雲先生』の登場人物で、骨董屋・壺中堂の二代目、響幽庵を主人公にしたスピンオフ作品。
- 私のアイザック（2005年、少年画報社、ヤングキングコミックス、1巻） - 釣りをテーマにした話。作者自身が体験した釣りの話をモチーフにしている。
- おせん 真っ当を受け継ぎ繋ぐ（2009年、講談社、『イブニング』、全11巻）
- きりきり亭主人（2009年、日本文芸社、『別冊漫画ゴラク』、全2巻）
- 俺たちのLASTWALTZ（2010年、日本文芸社、『別冊漫画ゴラク』2月号-、全14話、既刊1巻）
- あたりまえのぜひたく（2015年、幻冬舎→幻冬舎コミックス、『幻冬舎plus』→『comicブースト』、既刊6巻）
- 瑠璃と料理の王様と（2015年 - 2020年、講談社、『イブニング』、全13巻）
- はなれのおねえさん（2018年[5] - 2022年、幻冬舎、『たそがれ食堂』vol.1[6] - 、バーズコミックス、全4巻）